# برتران لوتیک
برتران لوتیک (فرانسوی: Bernard Lutic‎؛ ‏ ۲۶ نوامبر ۱۹۴۳ – ۲۸ نوامبر ۲۰۰۰) فیلم‌بردار اهل فرانسه بود.
از فیلم‌های او می‌توان به دوست دوست من، انقلاب، بین خودمان، بازگشت سه تفنگدار، خواب آفریقا رو دیدم و بازی بی‌رحمانه اشاره کرد.